# NGC 2971
NGC 2971 is een balkspiraalstelsel in het sterrenbeeld Kleine Leeuw. Het hemelobject werd op 26 maart 1884 ontdekt door de Franse astronoom Édouard Jean-Marie Stephan.

## Synoniemen
- UGC 5197
- MCG 6-22-5
- ZWG 181.87
- ZWG 182.5
- PGC 27843